# Siphonochilus kilimanensis
Siphonochilus kilimanensis là một loài thực vật có hoa trong họ Gừng. Loài này được François Gagnepain miêu tả khoa học đầu tiên năm 1906. Năm 1982 Brian Laurence Burtt chuyển nó sang chi Siphonochilus.